# Sarah Glenn
Sarah Glenn (* 27. August 1999 in Derby, Vereinigtes Königreich) ist eine englische Cricketspielerin, die seit 2019 für die englische Nationalmannschaft spielt.

## Kindheit und Ausbildung
Glenn wurde zunächst daheim unterrichtet, bevor sie für die letzten beiden Schuljahre begann, eine Schule zu besuchen. Im Cricket spielte vorwiegend in Jungenteams in ihrer Jugend, bevor sie für Derbyshire ihren Weg über die Junioren-Mädchenmannschaften machte. Sie spielte im Hockey bei den Junioren auf internationalem Niveau.

## Aktive Karriere
Nachdem Glenn in der Women’s Cricket Super League 2019 für die Loughborough Lightning spielend überzeugen konnte, fiel sie den Selektoren auf. Ihr Debüt in der Nationalmannschaft absolvierte sie im Dezember 2019 bei der Tour gegen Pakistan. Dabei gelang ihr im dritten WODI 4 Wickets für 18 Runs, bevor das Spiel auf Grund von Regenfällen abgebrochen werden musste. Im Februar 2020 gelang ihr bei einem Drei-Nationen-Turnier gegen Australien 3 Wickets für 28 Runs. Beim daraufhin folgenden ICC Women’s T20 World Cup 2020 erzielte sie gegen Pakistan 3 Wickets für 15 Runs. Im September 2020 wurde sie im zweiten WTWenty20 der Tour gegen die West Indies als Spielerin des Spiels ausgezeichnet, als ihr 26 Runs am Schlag und 2 Wickets für 24 Runs als Bowlerin gelangen. Auch wurde sie als Spielerin der Serie ausgezeichnet. Kurz darauf spielte sie im nationalen australischen Cricket in der Women’s Big Bash League in der für die Perth Scorchers. Für den Women’s Cricket World Cup 2022 wurde sie zwar als Reservespielerin vorgesehen, doch lehnte sie die Nominierung auf Grund der zu erwartenden Quarantänen ab.